# 清水与七郎
清水 与七郎（しみず よしちろう、旧字体：清水 與七郎、1885年〈明治18年〉7月12日 - 1983年〈昭和58年〉9月11日）は日本の実業家、技術者。日本テレビ放送網第2代代表取締役社長。現在の富山県高岡市福岡町出身。岳父に高嶺秀夫、義弟に土田誠一。

## 来歴・人物
金沢第一中学校、第四高等学校二部工科を卒業。1908年（明治41年）、東京帝国大学電気工学科卒業。逓信省に入省し技師を務めた後、1919年（大正8年）に東京芝浦電気（現在の東芝）に入社。1931年（昭和6年）に同社の副社長に就任する。1934年（昭和9年）、読売ジャイアンツの設立に参加する。また、東京電気無線（現在の東芝テリー）の社長も務めた。
第二次世界大戦後に公職追放を受け、1950年（昭和25年）に解除される。その後、読売新聞の取締役、監査役、読売興業の代表取締役を歴任し1952年（昭和27年）に日本テレビ放送網の設立に参加し、同社の専務取締役に就任する。1955年（昭和30年）11月28日には同社の社長に就任し、1967年（昭和42年）に退任し特別社友となる。1962年（昭和37年）5月には電気学会名誉員となった。
早稲田大学教授や川崎商工会議所会頭も務めていた。
1983年（昭和58年）9月11日午前2時20分、自宅で心不全を起こし死亡（享年98歳）。

## 栄典
- 1961年（昭和36年） - 紫綬褒章。

## 著書
- 電気磁気測定法並測定器具（裳華房）